# Baltimore Ravens 2010
La stagione 2010 dei Baltimore Ravens è stata la 15ª della franchigia nella National Football League. La squadra migliorò il record di 9–7 della stagione precedente, salendo a 12-4 e conquistando i playoff per il terzo anno consecutivo. Dopo avere superato nel primo turno i Kansas City Chiefs, fu eliminata la settimana successiva dai Pittsburgh Steelers.

## Roster
| Roster dei Baltimore Ravens nella stagione 2010 |
| --- |
| Quarterback - 10 Marc Bulger - 5 Joe Flacco Running Back - 33 Le'Ron McClain FB - 23 Willis McGahee - 34 Jalen Parmele - 27 Ray Rice Wide Receiver - 81 Anquan Boldin - 84 T.J. Houshmandzadeh - 85 Derrick Mason - 16 David Reed - 11 Marcus Smith - 18 Donté Stallworth Tight End - 83 Ed Dickson - 86 Todd Heap - 88 Dennis Pitta Offensive Linemen - 77 Matt Birk C - 65 Chris Chester G/C - 64 Oniel Cousins T - 71 Jared Gaither T - 66 Ben Grubbs G - 79 Tony Moll G/T - 74 Michael Oher T - 73 Marshal Yanda G/T Defensive Linemen - 63 Terrence Cody DT - 96 Lamar Divens DT - 97 Kelly Gregg DT - 61 Arthur Jones DT - 91 Brandon McKinney DT - 92 Haloti Ngata NT - 90 Trevor Pryce DE - 93 Cory Redding DT Linebacker - 54 Prescott Burgess OLB - 99 Paul Kruger LB/DE - 59 Dannell Ellerbe LB - 56 Tavares Gooden ILB - 95 Jarret Johnson LB - 50 Edgar Jones OLB/DE - 52 Ray Lewis ILB - 53 Jameel McClain LB - 58 Jason Phillips LB - 55 Terrell Suggs OLB Defensive Back - 25 Chris Carr CB - 26 Dawan Landry SS - 36 Bryan McCann CB - 43 Haruki Nakamura SS - 31 Fabian Washington CB - 21 Lardarius Webb CB - 29 Cary Williams CB - 37 Josh Wilson CB - 28 Tom Zbikowski FS Special Team - 46 Morgan Cox LS - 7 Billy Cundiff K - 4 Sam Koch P Lista delle riserve - 51 Brendon Ayanbadejo LB - 24 Domonique Foxworth CB - 62 David Hale G/T - 78 Ramon Harewood OT - 32 Matt Lawrence RB - 39 Mike McLaughlin FB - 20 Ed Reed FS - 69 Stefan Rodgers T - 67 Daniel Sanders C - 98 Kelly Talavou NT Squadra di allenamento - 76 Brady Bond T - 12 Hunter Cantwell QB - 80 Davon Drew TE - 14 Justin Harper WR - 72 Bryan Mattison DG/T - 47 Albert McClellan DE - 42 Curtis Steele RB Franchise tag - Nessuno. Lista dei Free agent - Nessuno. 53 attivi, 17 inattivi, 7 nella squadra di allenamento |
| Legenda - I rookie sono in corsivo. - Il primo ruolo è il principale mentre gli eventuali successivi indicano i ruoli secondari. - (IR) sta per Injured Reserve ed indica la lista ristretta per un solo giocatore infortunato che può tornare ad allenarsi dopo la settimana 6 e a rientrare in prima squadra dopo che questa ha giocato 8 partite. - (NF-Inj.) / (NF-Ill.) stanno rispettivamente per Non-Football Injured e Non-Football Illness ed indicano le liste dove viene inserito un giocatore che ha un infortunio o una malattia non dipendente dal football americano. - (PUP) sta per Physically Unable to Perform ed indica la lista dove viene inserito un giocatore mentre è in attesa di recuperare la condizione fisica. Nella stagione regolare dopo la sesta partita giocata dalla propria squadra, il giocatore ha tempo tre settimane per riprendere ad allenarsi, più tre settimane aggiuntive dal suo rientro agli allenamenti per rientrare in prima squadra. |

## Calendario

### Stagione regolare
| Turno | Data               | Ora (ET)           | Avversario              | Risultati          | Risultati          | Stadio                   | TV                 | NFL.com recap      |
| Turno | Data               | Ora (ET)           | Avversario              | Punteggio          | Record             | Stadio                   | TV                 | NFL.com recap      |
| ----- | ------------------ | ------------------ | ----------------------- | ------------------ | ------------------ | ------------------------ | ------------------ | ------------------ |
| 1     | 13/9               | 7:00 p.m.          | at New York Jets        | V 10–9             | 1–0                | New Meadowlands Stadium  | ESPN               | Recap              |
| 2     | 19/9               | 1:00 p.m.          | at Cincinnati Bengals   | S 10–15            | 1–1                | Paul Brown Stadium       | CBS                | Recap              |
| 3     | 26/9               | 1:00 p.m.          | Cleveland Browns        | V 24–17            | 2–1                | M&T Bank Stadium         | CBS                | Recap              |
| 4     | 3/10               | 1:00 p.m.          | at Pittsburgh Steelers  | V 17–14            | 3–1                | Heinz Field              | CBS                | Recap              |
| 5     | 10/10              | 1:00 p.m.          | Denver Broncos          | V 31–17            | 4–1                | M&T Bank Stadium         | CBS                | Recap              |
| 6     | 17/10              | 1:00 p.m.          | at New England Patriots | S 20–23 (DTS)      | 4–2                | Gillette Stadium         | CBS                | Recap              |
| 7     | 24/10              | 1:00 p.m.          | Buffalo Bills           | V 37–34 (DTS)      | 5–2                | M&T Bank Stadium         | CBS                | Recap              |
| 8     | Settimana di pausa | Settimana di pausa | Settimana di pausa      | Settimana di pausa | Settimana di pausa | Settimana di pausa       | Settimana di pausa | Settimana di pausa |
| 9     | 7/11               | 1:00 p.m.          | Miami Dolphins          | V 26–10            | 6–2                | M&T Bank Stadium         | CBS                | Recap              |
| 10    | 11/11              | 8:20 p.m.          | at Atlanta Falcons      | S 21–26            | 6–3                | Georgia Dome             | NFLN               | Recap              |
| 11    | 21/11              | 1:00 p.m.          | at Carolina Panthers    | V 37–13            | 7–3                | Bank of America Stadium  | CBS                | Recap              |
| 12    | 28/11              | 4:15 p.m.          | Tampa Bay Buccaneers    | V 17–10            | 8–3                | M&T Bank Stadium         | Fox                | Recap              |
| 13    | 5/12               | 8:20 p.m.          | Pittsburgh Steelers     | S 10–13            | 8–4                | M&T Bank Stadium         | NBC                | Recap              |
| 14    | 13/12              | 8:30 p.m.          | at Houston Texans       | V 34–28 (DTS)      | 9–4                | Reliant Stadium          | ESPN               | Recap              |
| 15    | 19/12              | 1:00 p.m.          | New Orleans Saints      | V 30–24            | 10–4               | M&T Bank Stadium         | Fox                | Recap              |
| 16    | 26/12              | 1:00 p.m.          | at Cleveland Browns     | V 20–10            | 11–4               | Cleveland Browns Stadium | CBS                | Recap              |
| 17    | 2/1                | 1:00 p.m.          | Cincinnati Bengals      | V 13–7             | 12–4               | M&T Bank Stadium         | CBS                | Recap              |

### Playoff
| Turno      | Data | Ora (ET)  | Avversario (seed)          | Risultato | Risultato | Stadio            | TV  | NFL.com recap |
| Turno      | Data | Ora (ET)  | Avversario (seed)          | Punteggio | Record    | Stadio            | TV  | NFL.com recap |
| ---------- | ---- | --------- | -------------------------- | --------- | --------- | ----------------- | --- | ------------- |
| Wild card  | 9/1  | 1:00 p.m. | at Kansas City Chiefs (4)  | V 30-7    | 13-4      | Arrowhead Stadium | CBS | Recap         |
| Divisional | 15/1 | 1:00 p.m. | at Pittsburgh Steelers (2) | S 24-31   | 13-5      | Heinz Field       | CBS | Recap         |

## Premi individuali

### Pro Bowl
Nel 2010, cinque giocatori dei Ravens furono convocati per il Pro Bowl:
- DE/NT Haloti Ngata
- ILB Ray Lewis
- FS Ed Reed
- K Billy Cundiff
- OLB/DE Terrell Suggs

### All-Pro
Quattro giocatori furono inseriti nelle formazioni ideali della stagione All-Pro:
First-team
- Haloti Ngata
- Ed Reed
- Billy Cundiff

Second-team
- Ray Lewis